# Programa para a Democratização da República
O Programa para a Democratização da República foi um documento orientador da acção da oposição ao regime totalitário do Estado Novo, publicado com a data de 31 de Janeiro de 1961.

## Subscritores
O documento teve como apresentantes e primeiros subscritores 61 personalidades, encabeçadas por Mário de Azevedo Gomes, Hélder Ribeiro, Mendes Cabeçadas, a que se seguiram, por ordem alfabética, os restantes: Acácio de Gouveia, Agostinho Sá Vieira, Alberto Ferreira, Álvaro Monteiro, Álvaro Salema, Álvaro Silva, António de Macedo, António Veloso de Pinho, Armando Adão e Silva, Armando Castanheira, Arnaldo Veiga Pires, Artur de Andrade, Artur Santos Silva, Augusto Abelaira, Bento de Melo, Carlos Cal Brandão, Carlos Pereira, Carlos Sá Cardoso, Domingos Soeiro, Eduardo de Figueiredo, Eduardo Mansinho, Eduardo Ralha, Fernando Abranches Ferrão, Fernando Homem de Figueiredo, Fernando Mayer Garção, Fernando Lopes, Fernando Piteira Santos, Fernando Simões, Fernando Vale, Francisco Ramos da Costa, Francisco Salgado Zenha, Francisco Tinoco de Faria, Gustavo Soromenho, Hermínio Paciência, José Araújo Correia, João Gomes, Santiago Prezado, Joaquim Bastos, José Fernandes Fafe, José Magalhães Godinho, José Moreira de Assunção, José Moreira de Campos, José Ribeiro dos Santos, Luís Caseiro, Luís Dias Amado, Luís Roseira, Manuel Coelho dos Santos, Mário Cal Brandão, Mário Soares, Nikias Skapinakis, Nuno Rodrigues dos Santos, Olívio França, Raúl Madeira, Raúl Rego, Teófilo Carvalho dos Santos, Urbano Tavares Rodrigues, Vasco da Gama Fernandes e Zacarias Guerreiro.
Os seus principais relatores foram Mário de Azevedo Gomes, Francisco Ramos da Costa, Fernando Piteira Santos, José Ribeiro dos Santos e Mário Soares.
Para a sua elaboração contribui também Jaime Cortesão, entretanto já falecido, que é expressamente recordado nas palavras iniciais do texto.

## Estrutura
O Programa para a Democratização da República é constituído por uma «Apresentação», seguida de 13 capítulos programáticos e uma «Observação final». Os 13 capítulos incidem sobre os seguintes temas:
- I - Restauração da ordem democrática
- II - Liquidação da organização corporativa
- III - Reforma da administração local
- IV - O Estado e a liberdade religiosa
- V - Política ultramarina
- VI - Justiça
- VII - Ensino, cultura e informação
- VIII - Da ordem económica
- IX - Trabalho e previdência
- X - Saúde pública
- XI - Habitação
- XII - Defesa nacional
- XIII - Política externa

## Apresentação à imprensa
O Programa foi apresentado à imprensa em 11 de Maio de 1961.

## O processo crime
Os subscritores do programa foram objecto de um processo-crime contra todos os signatários, tendo sido todos interrogados e alguns deles presos durante alguns meses.

## Documentos
- Programa para a Democratização da República
- Intervenção de Mário de Azevedo Gomes na apresentação do Programa, em 11 de Maio de 1961: página 1; pag. 2